# Cheilosia bergenstammi
Cheilosia bergenstammi là một loài ruồi trong họ Ruồi giả ong (Syrphidae). Loài này được Becker mô tả khoa học đầu tiên năm 1894. Cheilosia bergenstammi phân bố ở vùng Cổ Bắc giới (Đan Mạch)